# Elektromágneses kompatibilitás
Az elektromágneses kompatibilitás az elektromossággal működő eszközök tudományának azon területe, amely az elektromágneses zavarokkal és azok elhárításával foglalkozik.
Az elektromágneses kompatibilitás angol megfelelője az ’electromagnetic compatibility’, és az ebből képzett betűszó (rövidítés), az EMC, általánosan ez használatos az elektromágneses zavarokkal kapcsolatos területeken.
A kompatibilitás szó jelentése: összeegyeztethető, összeférhető. A „kompatibilitás” szó itt arra utal, hogy az EMC, az elektromágneses zavarok tanulmányozása/felderítése mellett olyan módszerek kidolgozását jelenti, amelyek lehetővé teszik az elektromos berendezések zavartalanul működését az elektromágneses zavarok környezetében, azaz más szóval olyan működési viszonyokat kell létrehozni, melyek eredményeképpen a hasznos jelek ’összeférnek’ a létező zavarokkal.

## Zavarforrások
Elektromos zavarkibocsátás gyakorlatilag minden elektromos készüléknél van, de ez csak akkor válik zavaróvá, ha egy másik készülék működését akadályozza.
A zavarforrások olyan elektromágneses jeleket adnak ki, melyek zavarhatják az elektromágneses elven működő készülékeket, berendezéseket. Ezek lehetnek természetes és mesterséges eredetűek.
- Természetes zavarforrás: légköri jelenségek (villám, kisülések stb), napkitörések, űresemények stb.
- Mesterséges zavarforrás: elektromágneses elven működő készülék üzemszerű, vagy hibás működése során keletkező és a környezetbe kijutó jelek (Például: nagyáramú-, nagyfeszültségű hálózatok ki-, bekapcsolása, rádió-, és TV adók, meghibásodott villamos berendezések stb.).

### Zavarok időbeni lefolyása
Az elektromágneses zavarok előfordulása lehet folyamatos, időszaki vagy impulzusszerű
- Folyamatos zavarforrás: például: folyamatosan működő rádió-, TV-adók, nagy teljesítményű folyamatosan működő villamos berendezések stb.
- Időszaki zavarforrás: például: villamos fűrész, porszívó, hegesztő készülék stb.
- Impulzusszerű zavarforrás: például: villamos hálózat ki-, bekapcsolásakor keletkező tranziensek, impulzusüzemű készülék, villámcsapás stb.

### Zavarterjedési utak
Az elektromágneses interferencia, a zavarjel a zavarvevőbe (a működést megzavaró készülékbe) különböző módokon juthat el. A csatolási módokat egységesen vizsgálhatjuk a Maxwell-egyenletek különböző peremfeltételek mellett történő megoldásával. A gyakorlati élethez közelebb áll a következő felosztás:
A zavarjelek eljuthatnak a zavarvevőbe:
- elektromos vezetéssel
- sugárzással
- galvanikus csatolással
- kapacitív csatolással
- induktív csatolással

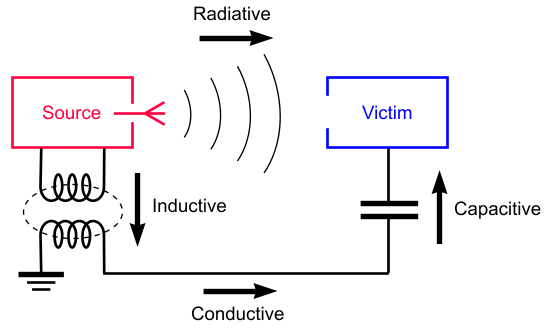
Zavarjelek terjedése

- Vezetett zavarjel: ebben az esetben a zavaró elektromágneses jel ugyanazon a vezetéken terjed, melyen a hasznos jel.
- Sugárzás: akkor mondjuk, hogy a zavarjel sugárzással terjed, ha a zavarjel-forrás és a vevő egymástól távol van, minimálisan egy hullámhossznyira. A zavarforrás és a megzavart készülék antenna rendszerként működik.
- Galvanikus csatolás: akkor jöhet létre, ha zavarjel a hasznos jel és a zavarójel közös impedanciáján keresztül hat a hasznos jelre. Például földelésen keresztül.
- Kapacitív csatolás az egymás mellett elhelyezett eszközök, vezetékek között alakulhat ki. Ez a csatolási mód akkor jellemző, ha a csatolásba került berendezések kis áramokkal, de viszonylag nagy feszültségekkel működnek és ekvipotenciális felületnek tekinthetők, vagyis nagyságuk és távolságuk nem nagyobb a zavarjel-hullámhosszának tizedénél. Ilyen zavarok léphetnek fel pl. nagyfeszültségű nagyfrekvenciás berendezések közelében elhelyezkedő vezetékeknél.
- Induktív csatolás jöhet létre az egymás mellett elhelyezett eszközök, vezetékek között. Ekkor az egyik áramkörben folyó áram mágneses tere feszültséget indukál a másik berendezésben. Ez a csatolási mód gyakran felléphet pl. nagy teljesítményű kapcsolóüzemű tápegységek közelében.

## Zavarvédelem
A zavarvédelem több szintet foglal magában:
- Az elektromágneses zavar felderítése (mérése)
- EMC szabványok készítése
- A készülékek szabványok szerinti tervezése és kivitelezése
- A készülékek szabványok szerinti ellenőrzése
- A felderített zavarforrások zavar kibocsátásának csökkentése
- A várható lehetséges zavarok elleni védekezés

Az elektromágneses zavarok elleni fellépés két helyen történhet:
- A zavart kibocsátó berendezésnél
- A védendő készüléknél

A zavart kibocsátó berendezéseket a nemzetközi és/vagy a nemzeti szabványok, ajánlások szerint kell elkészíteni.
A védendő készüléknél számos megoldás alkalmazható (Például:Hálózati szűrők, speciális szűrők, árnyékolások, megfelelő készülék kialakítás, a hálózatról leválasztott szünetmentes tápegység alkalmazása stb.)

## Szabályozások, szabványok
Számos nemzetközi szervezet foglalkozik szabványosítással, így az EMC –re vonatkozó szabványosítással is. Az egyes országok alapvető érdeke, hogy a közösen elfogadott nemzetközi szabványokat bevezesse és kötelezővé tegye a nemzeti szabványok között, ezt harmonizálásnak hívják.
Az Európai Unión belüli szabványosítási szervezetek, melyeknek van EMC-re vonatkozó ajánlásaik:
- International Electrotechnical Commission (IEC),[2] melynek keretein belül a TC77 Műszaki Albizottság foglalkozik EMC szabványokkal
- Comité International Spécial des Perturbations Radioélectriques (CISPR)
- The Advisory Committee on Electromagnetic Compatibility (ACEC),ez a szervezet koordinálja az IEC és a CISPR közötti munkát.[3]
- International Organization for Standardization (ISO)[4]
- Comité Européen de Normalisation (CEN) vagy European Committee for Standardization.[5]
- Comité Européen de Normalisation Electrotechniques (CENELEC) vagy European Committee for Electrotechnical Standardisation.[6]
- European Telecommunications Standards Institute (ETSI).[7]
- Verband der Elektrotechnik, Elektronik und Informationstechnik (VDE) vagy Association for Electrical, Electronic and Information Technologies.[8]
- British Standards Institution (BSI)[9]

Az Egyesült Államokban:
- The Federal Communications Commission (FCC).[10]
- The Society of Automotive Engineers (SAE).[11]

### Európai Unió

EU-konform jelzés

Az EU-n belül az elektronikus készülékek gyártóit és forgalmazóit kötelezik, hogy EMC-vizsgálatot végezzenek el, amely azt igazolja, hogy a készülék az előírtnál nagyobb elektromágneses zavart nem generál a környezet felé. Az EMC vizsgálaton való megfelelés az egyik feltétele a képen látható un. CE-jelölés elhelyezésének a terméken. A CE-jelölés alkalmazásának feltételeit a 93/68 1993. július 22-i Európai Bizottsági direktíva tartalmazza.
Az Európai Unióban a 2004/108/EK irányelv rendelkezik arról, hogy a tagországok közelítsék egymáshoz az elektromágneses összeférhetőségre vonatkozó jogszabályaikat.